# Derby (constructeur)
Pour les articles homonymes, voir Derby.
 (avril 2023).

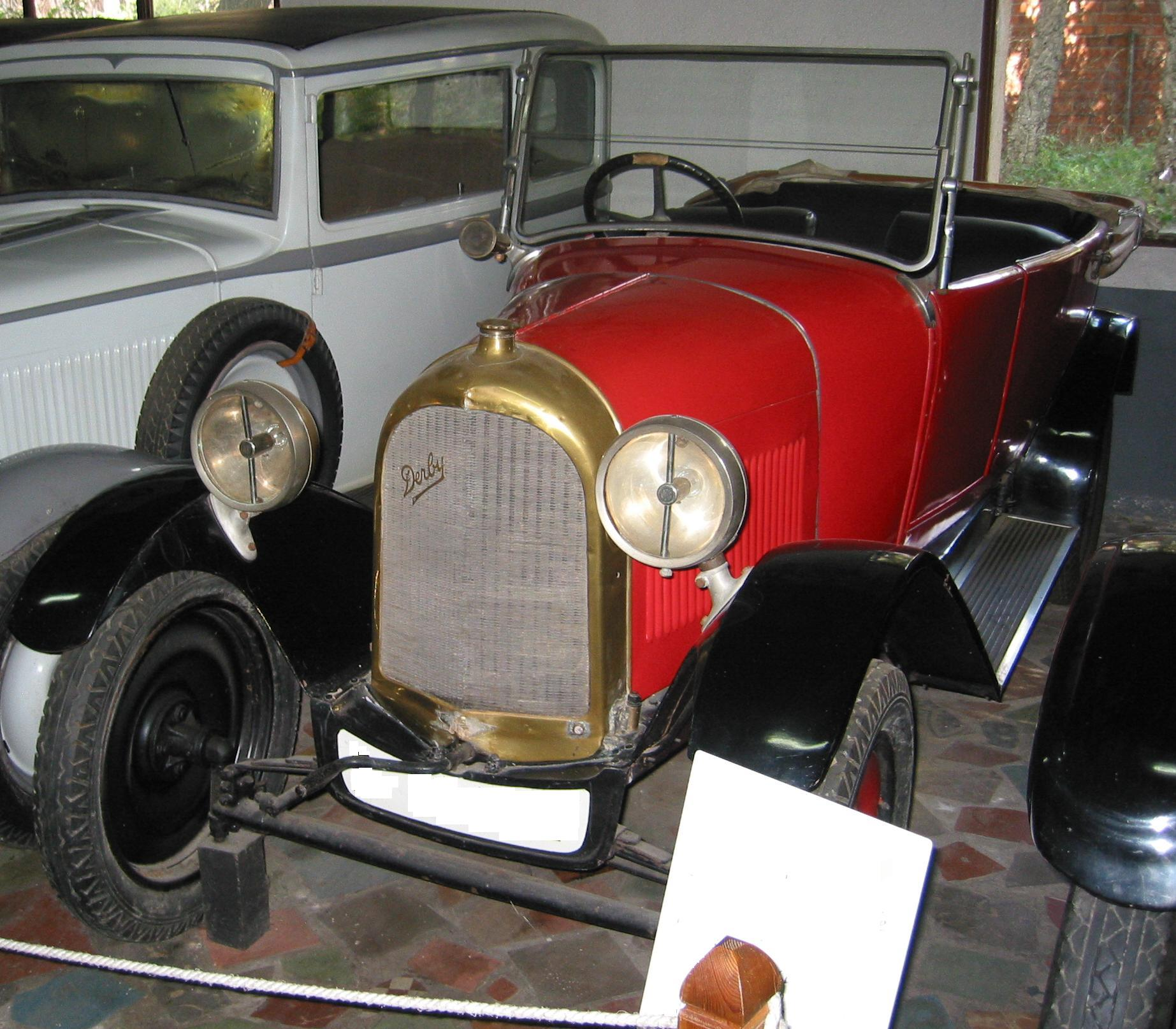
Derby de 1922

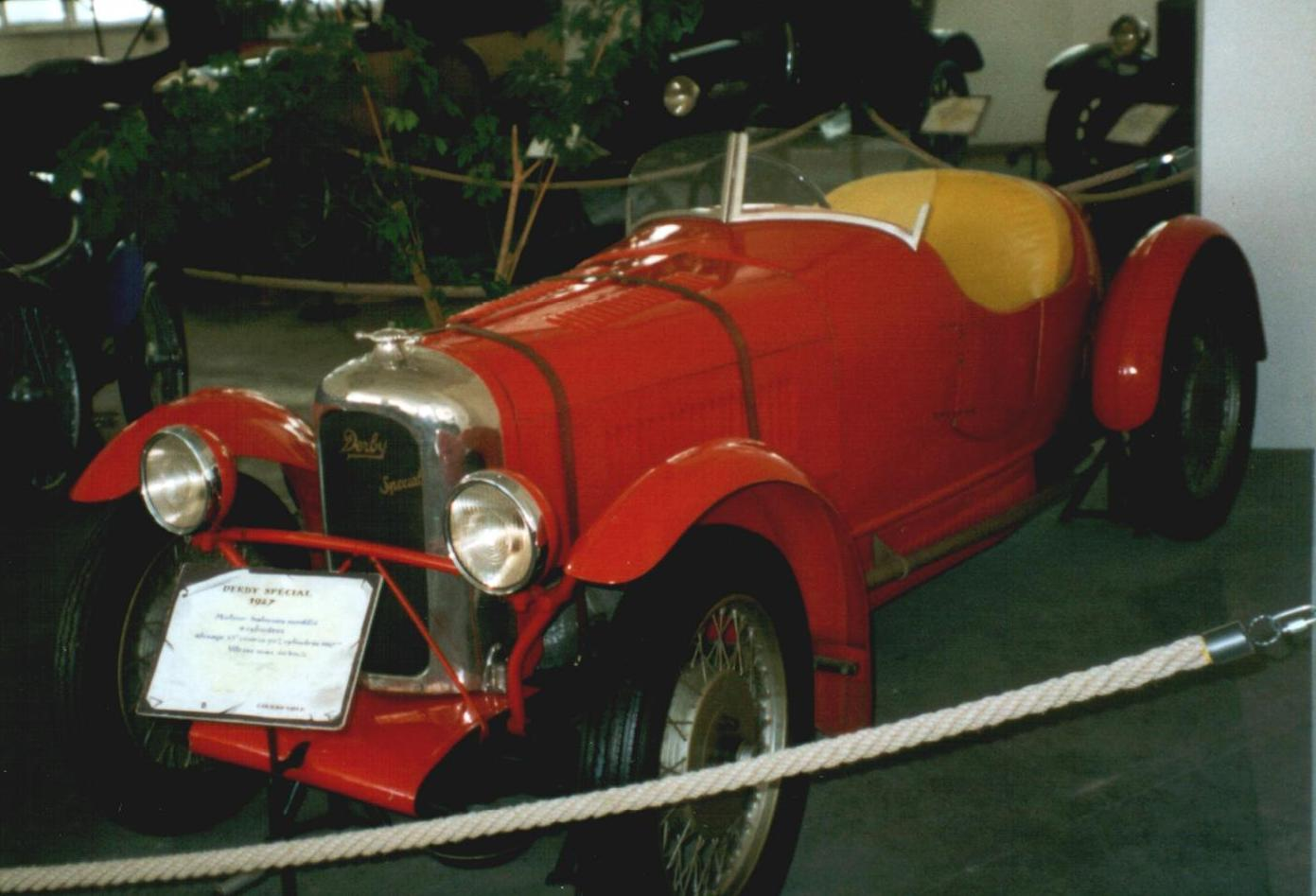
Derby de 1927

Derby est une ancienne société de construction automobile française, fondée en 1921 et qui cessa définitivement son activité en 1936.

## Présentation
La société Derby a été fondée en 1921 à Courbevoie par Bertrand Montet, un ancien ingénieur des Arts et Métiers, pour construire des voiturettes à quatre cylindres et des cyclecars. Bertrand Montet remplace rapidement les moteurs des premiers cyclecars (V-twin) par des moteurs Chapuis-Dornier à soupapes latérales et refroidissement par eau de quatre cylindres (4 CV), une initiative qui se concrétise en 1922 par une première place à chaque participation sportive, dont une médaille d'or obtenue au Critérium Paris-Nice. 
Les châssis, la boîte de vitesses et l'embrayage n'ayant subi aucune modification, le poids de l'ensemble et la cylindrée restent toujours inférieurs aux 350 kg et 1 100 cm3 réglementaires pour que ces nouveaux modèles restent dans la catégorie des cyclecars. L'année suivante, un moteur Chapuis-Dornier quatre cylindres plus puissant (5 CV) s'ajoute au précédent sur un châssis identique. Les Derby avaient une motorisation proche de la Citroën Type C (« cinq chevaux » dite Trèfle).
La production démarre avec 50 véhicules en 1923, 80 en 1924 pour culminer à environ 200 voitures en 1925 et 1926, pour retomber à 150 par an de 1927 à 1929. La société Derby diversifie sa production avec un premier cabriolet, pouvant être équipé de nouveaux moteurs 6 et 7 CV, auquel s'ajoute une nouvelle gamme de véhicules utilitaires d'une charge utile de 150 kg. La Derby est vendue en Angleterre dans les années 1920 sous le nom de Vernon-Derby par la société Vernon Balls. 
En 1928, Derby sort deux voitures de tourisme de 6 cylindres, avec soupapes latérales. La même année, son fondateur Bertrand Montet décède au mois de mai 1928 des suites d'une intervention chirurgicale. Le dramatique évènement va freiner l'expansion de l'entreprise. À ce problème interne, s'ajoutent de graves difficultés économiques internationales qui frappent de plein fouet les petites entreprises françaises.
En 1930, la réputation de Derby s’accroît dans le domaine de la course automobile avec des véhicules qui sur l'autodrome de Montlhéry battent plusieurs records au volant d'une Derby-Miller, dotée d'un moteur de course Miller ; qui par la suite fut construite principalement avec des éléments Derby. 
En 1931, Derby présente au salon de l'auto, une gamme adoptant, dans sa totalité, le moteur à traction avant avec le brevet Étienne Lepicard. La L2 de 1931 est une 6 CV à traction avant à 4 cylindres, suivie deux ans plus tard, en 1933, par la L8, une 11 CV à traction avant, avec un moteur V8 de 2 litres.
Malgré des véhicules plus aboutis et de grande qualité, la marque Derby finit par disparaître en 1936 dans le marasme économique et les grèves ouvrières lors du Front populaire.

## Sources
- Derby 1921-1936
- Derby, promoteur de la traction avant
- La collaboration entre Derby et Étienne Lepicard
- Derby, véhicules de collection
- Anciens véhicules Derby et Vernon-Derby